# Фарнезе, Джулия
Джулия Фарнезе (итал. Giulia Farnese; 1474[…] или 1475, Канино, Лацио — 23 марта 1524, Рим) — любовница папы римского Александра VI (Родриго Борджиа), представительница династии Фарнезе, чья внебрачная связь способствовала возвышению этой семьи.

## Биография

### Семья
Джулия родилась в Канино (Италия, Лацио), в семье Пьера Луиджи Фарнезе, сеньора ди Монтальто (1435—1487), сына известного кондотьера Рануччо Фарнезе, и его жены Джованны Каэтани. У Джулии была одна сестра (Джиролама) и трое братьев:
1. Алессандро, будущий Павел III (папа римский);
2. Бартоломео, унаследовал владение Монтальто, женился на Иоланде Мональдески (Iolanda Monaldeschi) и оставил потомство;
3. Анжело, в браке с Леллой Орсини (Lella Orsini), оставил потомство женского пола, скончался в раннем возрасте.

### Замужество и внебрачная связь
В возрасте 15 лет, 21 мая 1489 года Джулия была выдана замуж за Орсино Орсини. Он приходился пасынком Адриане де Мила, дальней родственнице кардинала Родриго Борджиа, в тот момент вице-канцлера церкви и будущего папы Александра. Мужа Джулии описывают, как страдавшего косоглазием и не обладавшего хоть какой-нибудь уверенностью в себе.
У входа в зал он увидел Джулию Фарнезе, юную любовницу папы, от её сияющей красоты у него так же радостно билось сердце, как от бокала ароматного вина или от совершенного  творения античности (Лион Фейхтвангер).
Точно неизвестно, когда именно юная Джулия привлекла внимание уже пожилого Борджиа, сменив в его сердце уже постаревшую Ванноццу деи Каттанеи, мать Чезаре и Лукреции. Но ясно, что Адриана де Мила, его кузина, в какой-то момент дала своей невестке разрешение на внебрачную связь, с целью обеспечения Орсино Орсини более высокого статуса в Ватикане. В ноябре 1493 года Джулия вместе с Адрианой, а также с дочерью своего любовника — Лукрецией Борджиа, с которой они подружились, уже проживают во дворце, построенном вблизи Ватикана. Слухи о связи распространились быстро, и Джулию стали называть «папской шлюхой» и «невестой Христовой» (concubina papae; sponsa Christi). Благодаря своим интимным отношением с понтификом, Джулия обеспечила своему брату Алессандро кардинальскую шапку, за что того в его диоцезе шутя за глаза именовали кардиналом «Френьезе» (то есть в дословном переводе получалось кардинал «Женское лоно»).
У Джулии родилась дочь, нареченная Лаурой. Кто являлся её отцом, муж или любовник — точно неизвестно. Сама Джулия категорически утверждала, что им был папа Александр, но причиной этого могло быть её желание упрочить как свой статус, так и положение дочери.
В 1494 году Джулия вызвала гнев папы, так как отправилась в Каподимонте, чтобы находиться у ложа умирающего брата Анджело. Поэтому она отказалась вернуться в Рим даже после кончины брата. Наконец, она сдалась и решила вернуться к любовнику. Но в это время французы уже воевали в Италии, и Джулия была взята в плен французским капитаном Ивом д’Алегрои, который потребовал и получил от папы выкуп за неё в размере 3000 скудо.
Она оставалась возлюбленной папы приблизительно до 1499—1500 г., когда получила отставку, вероятно, по причине возраста. Её муж Орсини скончался приблизительно тогда же. Джулия переехала в Карбоньяно, находящийся неподалёку от Рима — городок, подаренный её мужу её любовником. В 1503 году папа скончался.

### Поздние годы
В 1505 году Джулия прибывает в Рим, чтобы присутствовать на свадьбе своей дочери Лауры с Никколо делла Ровере (Племянник Юлия II).
Отмечают, что несмотря на годы, время любви для Джулии не закончилось. После серии возлюбленных, имена которых не сохранились, она решила сочетаться браком с Джованни Капече из Боззуто, неаполитанским аристократом.
В 1506 году Джулия стала правительницей Карбоньяно. Её резиденцией стал замок. Хроники утверждают, что она оказалась грамотным администратором и правила в четкой и энергичной манере. Она оставалась в городе до 1522 года, когда она возвратилась в Рим.
Там, в возрасте пятидесяти лет она скончалась в доме своего брата кардинала Алессандро по неизвестной причине. 10 лет спустя Алессандро станет папой римским. Её дочь Лаура родила троих сыновей, которые унаследовали имущество Орсини.

## Внешность и изображения
Благодаря своей красоте она была известна, как Giulia la Bella — «Прекрасная Джулия». Лоренцо Пуцци говорил о ней так: Una bella cosa a vedere — «прекрасное существо для взора». Сын её любовника Чезаре Борджиа описывал Джулию как «тёмноглазую, с круглым лицом и особенной страстностью».
Точных подписных портретов Джулии не сохранилось, но предполагается, что она изображена на нескольких женских портретах, где написана дама с единорогом, который являлся эмблемой её семьи. Один из них принадлежит кисти Рафаэля, но то, что изображена именно Джулия, достаточно спорно. Более достоверным, хотя и менее качественным, считается изображение Луки Лонги.
Вазари в своем знаменитом сочинении о живописцах (1568 год), упоминает картину Пинтуриккио: «В этом же дворце он изобразил над дверью одного из помещений Богоматерь с лицом синьоры Джулии Фарнезе и на той же картине голову поклоняющегося ей названного папы Александра». То, что папская любовница была изображена в образе Богоматери, вызвало скандал и запомнилось. Это изображение считается утраченным, хотя недавно ученые объявили о том, что возможно найден её фрагмент с младенцем Иисусом, опознанный по копии, снятой с уничтоженной фрески художником Пиетро Факеттио.
Также предполагается, что она изображена скульптором Гульельмо делла Порта в образе Правосудия (La Giustizia) на мраморном надгробии папы Павла III.
Кроме того, возможно, что Джулия фигурирует в качестве полуразвернутой женской фигуры в полотне Рафаэля «Преображение».

## В культуре
- Лион Фейхтвангер, пьеса «Джулия Фарнезе». Раннее произведение на вымышленный сюжет: живописец Бенвенуто ради написания шедевра совершает убийство своего ученика. Но проблема в том, что шедевра возжелал не сам живописец, а возлюбленная кардинала — Джулия Фарнезе. Желание обладать этой женщиной сводит Бенвенуто с ума.
- Лион Фейхтвангер. Упоминается в его рассказе «Феррарский карнавал».
- Марио Пьюзо, «Первый дон». Одна из основных действующих лиц этого историко-приключенческого романа.
- Фильм «Борджиа» (Испания, 2006). В роли Джулии Кэти Луиз Саундерс.
- Сериал Нила Джордана «Борджиа» (2011—2013). В роли Джулии Лотта Вербек.
- Сериал Тома Фонтаны «Борджиа» (2011—2014). В роли Джулии Марта Гастини.